# Alfred Wotquenne
Alfred Wotquenne (Lobbes, 25 januari 1867 – Antibes, 25 september 1939) was een Belgische bibliothecaris en musicoloog, werkzaam aan het Koninklijk Conservatorium van Brussel.
Wotquenne studeerde aan het Brusselse conservatorium. Zijn leraren waren François-Auguste Gevaert (muziektheorie), Louis Brassin (piano) en Alphonse Mailly (orgel). Na zijn studie werd hij in 1894 benoemd tot bibliothecaris van het conservatorium, een functie die hij tot 1918 zou bekleden. In die hoedanigheid begon hij met het catalogiseren van de werken van de componisten Christoph Willibald Gluck, Carl Philipp Emanuel Bach en Luigi Rossi. De catalogi van hun werken publiceerde hij in respectievelijk 1904, 1905 en 1909. Daarnaast werkte hij mee aan een inventarisatie van de werken van André Ernest Modeste Grétry.
Vooral zijn indeling van het werk van Carl Philipp Emanuel Bach is befaamd geworden. De werken van deze componist worden nog altijd voorzien van Wotquennes nummering, waarbij het nummer voorafgegaan wordt door de afkorting Wq. Sinds 1989 is er echter ook een thematische catalogus beschikbaar van de Amerikaanse muziekwetenschapper Eugene Helm (E. Eugene Helm, Thematic Catalogue of the Works of Carl Philipp Emanuel Bach (New Haven: Yale University Press, 1989), waardoor er nu ook een H-nummering bestaat en gebruikt wordt.
Na zijn vertrek uit Brussel vestigde Wotquenne zich in 1921 in Antibes, waar hij als koordirigent en organist werkzaam was.

## Publicaties
- Catalogue thématique des œuvres de Chr. W. v. Gluck. Breitkopf & Härtel, Leipzig 1904
- Catalogue thématique des œuvres de Charles Philippe Emmanuel Bach (1714-1788). Breitkopf & Härtel, Leipzig 1905